# R 7.1 (科索沃)
R 7.1 Motorway高速公路 (塞爾維亞語: Autoput R 7.1)是一條位於科索沃共和國境內的一條高速公路，全長47.1（29.3英里）公里，連接著格尼拉內州和普里什蒂納州。
R7.1高速公路總耗資2.6億歐元，高速公路連接著科索沃首都普里什蒂纳和塞爾維亞邊境城市Dheu i Bardhë。R7.1高速公路也被稱為普利什蔕納-格尼拉內高速公路。 高速公路於2018年4月動工建設，預計於2020年建成第一段長22.3公里的區間通車。

## 標註
1. ↑   科索沃是一個在科索沃共和國與塞爾維亞共和國之間的爭議領土。科索沃已于2008年單方面宣布独立并成立了科索沃共和国，但塞尔维亚仍坚持认为科索沃是其主权领土的一個自治區。联合国193个成员国中有113个已承认科索沃的独立地位。

## 引用
1. ↑  . Koha.net.   [2020-09-16]. （原始内容存档于2020-09-16）.